# Nabbeun namja
Bad Guy (hangul : 나쁜 남자; RR : Nabbeun namja) és una pel·lícula de Corea del Sud del director Kim Ki-duk sobre un home que atrapa una dona per a la prostitució i després es converteix en protectora d'ella. La pel·lícula va ser controvertida per la seva interpretació franca dels gàngsters, la prostitució i l'esclavitud sexual, però també va ser un èxit de taquilla menor, ja que el seu llançament va coincidir amb un creixent interès del públic pel seu protagonista i director masculí.

## Argument

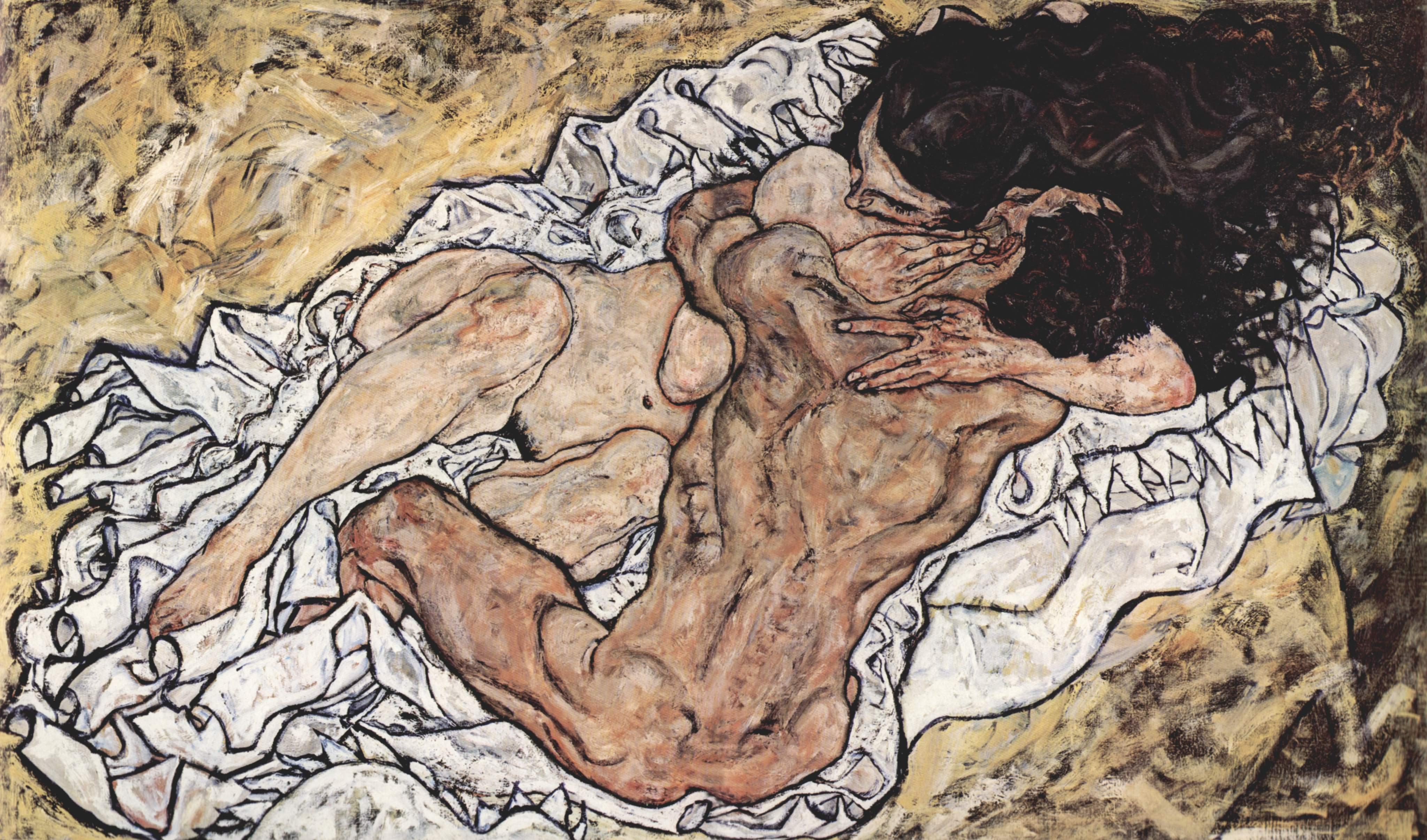
A la llibreria Sun-hwa esquinça una pàgina amb aquest quadre d'Egon Schiele d'un llibre d'art.

Una jove anomenada Sun-hwa està asseguda en un banc quan ve un home inusual i s'asseu al seu costat. Ella s'adona que ell la mira constantment i s'allunya, irritat. Ve el seu xicot i mentre estan parlant, l'home silenciós l'agafa i la besa amb força. El seu xicot intenta allunyar-lo sense èxit. Quan s'atura, la dona demana disculpes. Comença a caminar i uns soldats entre la multitud que s'havia reunit a causa de l'espectacle el peguen i el frenen. La dona l'insulta i li escup a la cara. Es queda callat.
Més tard, la dona està comprant a una llibreria on la veiem arrencar una pàgina d'un llibre d'art sobre Egon Schieleno es pot permetre el luxe de comprar. S'adona d'una cartera deixada en un llibre al seu costat i la fica furtivament a la bossa, sense saber que la va plantar un soci de l'home que la va besar. S'amaga al lavabo, treu tots els diners de la cartera i surt de la botiga. El propietari de la cartera l'aborda, que demana la seva cartera robada, afirmant que hi havia 10 milions de wona (l'equivalent aproximat de 10.000 dòlars). Com que la cartera no contenia tants diners, ella no li pot donar, i li proposa una solució: un préstec assegurat a la cara i al cos. Al cap de poc temps, no pot pagar el prestamista i en aquest moment és convenientment rescatada per l'home silenciós.
És portada a la força a un petit prostíbul on ha de treballar, sense marxar mai fins que no pagui el seu deute.
Ella demana permís a la senyora per veure el seu xicot perquè li pugui donar la virginitat, però quan el xicot no respon, l'home silenciós ataca el xicot al seu cotxe. L'adaptació a la seva nova vida és difícil i la seva innocència se li treu ràpidament. L'home silenciós, un proxeneta que es diu Han-gi, la mira a través del mirall unidireccional instal·lat a la seva habitació. Quan després el veu i el reconeix, se n’adona que ell és qui la va atrapar en aquesta vida i ella l'ataca.
Un dels proxenetes de l'home silenciós també s'enamora de la dona, paga per dormir amb ella i demana disculpes per arruïnar-li la vida. Ella el convenç perquè l'ajudi a escapar, després ell treu les reixes de ferro de la seva finestra i ella s'allunya. La seva llibertat és de curta durada, però, ja que l'home silenciós la troba (a través d'un enginyós ús d'una samarreta) i l’atrapa, portant-la de nou al bordell. Primer, però, la porta a una platja, on són testimonis d'una dona que se suïcida ofegant-se. A la sorra la dona troba una fotografia trencada.
De tornada al bordell, la dona reconstrueix la foto, enganxant-la al mirall; té totes les peces excepte les cares de la parella que representa.
Un atac d'un rival gairebé mata l'home silenciós, però quan torna de l'hospital prohibeix qualsevol represàlia. Un dels seus homes mata el seu atacant de totes maneres; Han-gi confessa a la policia per salvar l'home de l'execució. Però l'home pel qual ha caigut és consumit per la culpa i comet un delicte perquè pugui ser enviat a la mateixa presó. El dia previst de l'execució s'escapa de la seva cel·la, troba l'home silenciós, l'ataca brutalment, ho confessa tot als guàrdies, guanyant l'alliberament del seu cap.
Finalment, la dona s'adona que està sent espiada a la seva habitació, trencant el mirall per revelar l'home silenciós. Es revela que les cares de la parella a la fotografia són les de Han-gi i Sun-hwa. Han-gi paga el deute de la dona i ella decideix quedar-se amb ell, venent-se a pescadors a la part posterior d'un camió per guanyar diners. La pel·lícula acaba amb ells asseguts al costat del mar, i després marxant, mentre l'himne suec "Blott en dag", escrit per Lina Sandell, és cantat en suec de fons per Carola Häggkvist .

## Repartiment
- Cho Jae-hyun com a Han-gi
- Seo Won com a Sun-hwa
- Kim Yoon-tae com a Yoon-tae
- Choi Deok-moon com a Myung-soo
- Kim Jung-young com a Eun-hye
- Choi Yoon-young com a Hyun-ja
- Shin Yoo-jin com a Min-jung
- Namkoong Min com a Hyun-soo

## Reconeixements
- Nominació a l'Ós d'Or a la millor pel·lícula, al 52è Festival Internacional de Cinema de Berlín 2002.[4]
- Nominació Premi a la millor pel·lícula al XXXV Festival Internacional de Cinema Fantàstic de Catalunya 2002.
- Premi a la millor actriu revelació (Seo Won), als Grand Bell Awards 2002.